# 2004-es Amstel Gold Race
A 2004-es Amstel Gold Race volt a 39. holland kerékpárverseny. Április 18-án rendezték meg, össztávja 251 kilométer volt. Végső győztes az olasz Davide Rebellin lett.

## Végeredmény
|    | Versenyző         | Idő           |
| -- | ----------------- | ------------- |
| 1  | Davide Rebellin   | 6 óra 23' 44" |
| 2  | Michael Boogerd   | + 1"          |
| 3  | Paolo Bettini     | + 18"         |
| 4  | Danilo Di Luca    | + 18"         |
| 5  | Peter Van Petegem | + 18"         |
| 6  | Matthias Kessler  | + 26"         |
| 7  | Erik Dekker       | + 41"         |
| 8  | Sergei Ivanov     | + 52"         |
| 9  | Mirko Celestino   | + 53"         |
| 10 | Giampaolo Caruso  | + 55"         |

## Külső hivatkozások
- Hivatalos honlap
- Végeredmény